# 2021 год в кино
В данной статье представлены списки топ-10 самых кассовых фильмов года, самих фильмов, вышедших в течение года и наград, полученных фильмами за 2021 год.
В результате влияния пандемии COVID-19 на производство фильмов и закрытия кинотеатров, многие фильмы были отменены или перенесены как на этот, так и на 2022 год. Также большинство фильмов, в результате закрытия кинотеатров, выпускалось на различных стриминговых сервисах.
Более подробную информацию о влиянии пандемии COVID-19 на кинематограф см. в статье «Влияние пандемии COVID-19 на кинематограф».

## Самые кассовые фильмы
| Место | Название                          | Дистрибьютор        | Мировые кассовые сборы |
| ----- | --------------------------------- | ------------------- | ---------------------- |
| 1     | Человек-паук: Нет пути домой      | Sony                | $1 912 233 593         |
| 2     | Битва при Чосинском водохранилище | Bona                | $909 596 236           |
| 3     | Привет, мам                       | Lian Ray            | $841 674 419           |
| 4     | Не время умирать                  | MGM / Universal     | $774 253 007           |
| 5     | Форсаж 9                          | Universal           | $726 229 501           |
| 6     | Детектив из Чайнатауна 3          | Wanda               | $686 257 563           |
| 7     | Веном 2                           | Sony                | $506 863 592           |
| 8     | Годзилла против Конга             | Warner Bros. / Toho | $470 116 094           |
| 9     | Шан-Чи и легенда десяти колец     | Disney              | $432 243 292           |
| 10    | Зверопой 2                        | Universal           | $408 298 221           |

### Лидеры проката России
| Место | Название                           | Дистрибьютор | Кассовые сборы |
| ----- | ---------------------------------- | ------------ | -------------- |
| 1     | Человек-паук: Нет пути домой       | СППР         | ₽2 983 376 350 |
| 2     | Последний богатырь: Посланник тьмы | ДС           | ₽2 204 397 124 |
| 3     | Веном 2                            | СППР         | ₽2 055 795 542 |
| 4     | Последний богатырь: Корень зла     | ДС           | ₽2 049 190 822 |
| 5     | Дюна                               | UPI          | ₽1 554 334 002 |
| 6     | Душа                               | ДС           | ₽1 290 252 433 |
| 7     | Конёк-Горбунок                     | СППР         | ₽1 176 557 571 |
| 8     | Форсаж 9                           | UPI          | ₽1 157 408 841 |
| 9     | Босс-молокосос 2                   | UPI          | ₽951 408 083   |
| 10    | Гнев человеческий                  | Вольга       | ₽881 587 902   |

## Фильмы, вышедшие в прокат в 2021 году

### Январь — март
| Премьера      | Премьера | Название                            | Студия | Режиссёр                          | В ролях | Жанр                                                | Прим.       |
| ------------- | -------- | ----------------------------------- | --- | --------------------------------- | --- | --------------------------------------------------- | ----------- |
| Я Н В А Р Ь   | 1        | Последний богатырь: Корень зла      | The Walt Disney Company CIS, Yellow, Black and White, телеканал «Россия-1»                                                                         | Дмитрий Дьяченко                  | Виктор Хориняк, Мила Сивацкая, Сергей Бурунов, Екатерина Вилкова, Елена Яковлева, Константин Лавроненко, Евгений Дятлов, Кирилл Зайцев | приключения                                         | [ 3 ]       |
| Я Н В А Р Ь   | 7        | Чудо-женщина: 1984                  | Warner Bros. DC Entertainment | Пэтти Дженкинс                    | Галь Гадот, Крис Пайн, Кристен Уиг, Педро Паскаль, Конни Нильсен, Робин Райт | фантастика, боевик, приключения                     | [ 4 ] [ 5 ] |
| Я Н В А Р Ь   | 21       | Душа                                | Walt Disney Pictures, Pixar Animation Studios | Пит Доктер                        | Джейми Фокс, Тина Фей, Анджела Бассетт, Грэм Нортон, Филисия Рашад, Рэйчел Хаус, Алисе Брага, Ричард Айоади, Уэс Стьюди, Форчун Феймстер, Зенобия Шрофф, Questlove, Давид Диггз, Эстер Чхэ, Доннел Роулингс, Кора Шампомье, Джун Скуибб, Марго Холл, Родесса Джонс, Сакина Джаффри, Пегги Флуд, Дженни Тирадо, Кэти Кавадини | приключения, фентези, комедийная драма, мультфильм  | [ 6 ]       |
| Я Н В А Р Ь   | 21       | День города                         | Каропрокат | Алексей Харитонов                 | Екатерина Шпица, Антон Филипенко, Павел Ворожцов, Ольга Дибцева, Игорь Хрипунов, Максим Лагашкин, Светлана Камынина, Николай Шрайбер, Светлана Левичева, Евгений Михеев | комедия                                             | [ 7 ]       |
| Я Н В А Р Ь   | 22       | Белый тигр                          | |                                   | |                                                     |             |
| Я Н В А Р Ь   | 27       | Блокадный дневник                   | Киностудия «Сентябрь» | Андрей Зайцев                     | Ольга Озоллапиня, Сергей Дрейден | военно-историческая драма                           | [ 8 ]       |
| Я Н В А Р Ь   | 28       | Дьявол в деталях                    | Warner Bros. Pictures | Джон Ли Хэнкок                    | Дензел Вашингтон, Рами Малек, Джаред Лето | криминал                                            | [ 9 ]       |
| Ф Е В Р А Л Ь | 4        | Стендап под прикрытием              | Megogo Studios, M-Production | Олег Асадулин                     | Валентина Мазунина, Кирилл Нагиев | комедия                                             |             |
| Ф Е В Р А Л Ь | 4        | Заступник                           | Azil Films, Cutting Edge Group, Raven Capital Entertainment, Sculptor Media, Stonehouse Motion Pictures, Voltage Pictures, Zero Gravity Management | Роберт Лоренц                     | Лиам Нисон, Кэтрин Винник, Хуан Пабло Раба | триллер, боевик                                     |             |
| Ф Е В Р А Л Ь | 4        | Мьюзик                              | Landay Entertainment, Pineapple Lasange, Atlantic Films                                                                                            | Сиа                               | Мэдди Зиглер, Кейт Хадсон, Лесли Одом мл. | драма, мюзикл                                       |             |
| Ф Е В Р А Л Ь | 11       | Родные                              | Sony Pictures Releasing, Columbia Pictures, Hype Film, ТНТ, при поддержке «Министерства культуры Российской Федерации»                             | Илья Аксёнов                      | Сергей Бурунов, Ирина Пегова, Семён Трескунов, Монеточка, Никита Павленко, Катерина Беккер, Сергей Шакуров, Анна Уколова, Андрей Григорьев-Апполонов, Олег Митяев и другие | комедия, приключения, драма                         |             |
| Ф Е В Р А Л Ь | 11       | Пончары. Глобальное закругление     | China Lion Entertainment Production, Cinesite Animation, HB Wink Animation                                                                         | Дэвид Силверман, Рэймонд С. Перси | Адам Дивайн, Рэйчел Блум, Кен Джонг, Зази Битц, Джим Джефферис | анимация, приключения, семейный                     |             |
| Ф Е В Р А Л Ь | 11       | Love                                | «Свердловск», «IviOriginals», «СТС» | Игорь Твердохлебов                | Сергей Светлаков, Тимур Батрутдинов, Ян Цапник, Камиль Ларин, Анатолий Белый | комедия, мелодрама                                  |             |
| Ф Е В Р А Л Ь | 18       | Конёк-Горбунок                      | Кинокомпания СТВ, телеканал «Россия-1», Студия CGF, Sony Pictures Releasing, Columbia Pictures, при поддержке «Фонда кино»                         | Олег Погодин                      | Паулина Андреева, Михаил Ефремов, Антон Шагин | приключения, фэнтези                                | [ 10 ]      |
| Ф Е В Р А Л Ь | 18       | Спасите Колю!                       | Мотор Фильм Студия, Smart Film | Дмитрий Губарёв                   | Дмитрий Нагиев, Анна Родоная, Иван Злобин, Кузьма Сапрыкин, Иван Писоцкий, Алексей Золотовицкий, Галина Польских, Нонна Гришаева, Юлия Франц, Владимир Сычёв | комедия                                             |             |
| Ф Е В Р А Л Ь | 18       | Мавританец                          | Black Sheep Pictures | Кевин Макдональд                  | Джоди Фостер, Бенедикт Камбербэтч, Шейлин Вудли, Тахар Рахим, Закари Ливай | триллер, драма                                      | [ 11 ]      |
| Ф Е В Р А Л Ь | 23       | Батя                                | Good Story Media, ТНТ, ТНТ4, Централ Партнершип | Дмитрий Ефимович                  | Владимир Вдовиченков, Елена Лядова, Станислав Старовойтов, Надежда Михалкова, Андрей Андреев, Севастьян Бугаев, Диана Енакаева | комедия                                             |             |
| Ф Е В Р А Л Ь | 25       | Том и Джерри                        | Warner Bros. Pictures, Warner Animation Group, The Story Company, Turner Entertainment Co.                                                         | Тим Стори                         | Хлоя Грейс Морец, Майкл Пенья, Колин Джост, Роб Делани, Кен Джонг | фантастика, комедия                                 |             |
| М А Р Т       | 4        | Райя и последний дракон             | Walt Disney Pictures, Walt Disney Animation Studios                                                                                                | Дон Холл, Карлос Лопес Эстрада    | Келли Мэри Трэн, Аквафина, Джемма Чан, Айзек Ванг, Дэниел Дэ Ким, Бенедикт Вонг, Талия Тран, Сандра О, Люсиль Сунг, Алан Тьюдик | комедия, приключения                                | [ 12 ]      |
| М А Р Т       | 4        | Пара из будущего                    | Централ Партнершип, телеканал «Россия-1», ТриТэ, при поддержке «Фонда кино»                                                                        | Алексей Нужный                    | Мария Аронова, Сергей Бурунов, Денис Парамонов, Дарья Коныжева, Сергей Стёпин, Ирина Горбачёва и другие | комедия, мелодрама, фантастика                      | [ 13 ]      |
| М А Р Т       | 4        | Гуляй, Вася! Свидание на Бали       | PLAN 9 | Роман Каримов                     | Любовь Аксёнова, Борис Дергачёв, Роман Курцын, Сергей Аброскин и др. | комедия                                             |             |
| М А Р Т       | 4        | Рашн Юг                             | Sony Pictures Releasing, Columbia Pictures, Кинокомпания «Водород», Art Pictures Studio, «НМГ Студия», «СТС», при поддержке «Фонда кино»           | Антон Федотов                     | Стася Милославская, Семён Трескунов, Риналь Мухаметов, Александр Метёлкин | комедия, мелодрама                                  |             |
| М А Р Т       | 4        | Белый снег                          | ЭГО продакшн | Николай Хомерики                  | Ольга Лерман, Фёдор Добронравов, Надежда Маркина, Александр Устюгов | драма, спорт                                        |             |
| М А Р Т       | 11       | Скайлайн 3                          | Hydraulx, North Hollywood Films, Infinite Frameworks Studios, Mothership Pictures                                                                  | Лиам О'Доннелл                    | Линдси Морган, Рона Митра | боевик, фантастика                                  |             |
| М А Р Т       | 11       | Пальмира                            | Proline Film | Иван Болотников                   | Геза Морчани, Екатерина Краманенко, Даниэла Стоянович, Дариус Гумаускас | драма                                               |             |
| М А Р Т       | 11       | День курка                          | Di Bonaventura Pictures, Emmett/Furla/Oasis Films, Scott Free Productions, WarParty Films                                                          | Джо Карнахан                      | Мел Гибсон, Фрэнк Грилло, Наоми Уоттс | научная фантастика, боевик, чёрная комедия          |             |
| М А Р Т       | 18       | Ганзель, Гретель и Агентство Магии  | Sony Pictures Releasing, Columbia Pictures, при поддержке «Фонда кино», Кинокомпания СТВ, Wizart Animation, QED Animation, «Кинопрайм»             | Алексей Цицилин                   | Валерий Смекалов, Ирина Обрезкова, Алексей Макрецкий, Регина Щукина, Ксения Бржезовская и Юлия Зоркина | мультфильм, комедия, детектив, фэнтези, приключения | [ 14 ]      |
| М А Р Т       | 18       | Никто                               | Universal Pictures | Илья Найшуллер                    | Боб Оденкерк, Конни Нильсен, Кристофер Ллойд, Алексей Серебряков | триллер, боевик                                     | [ 15 ]      |
| М А Р Т       | 18       | Пальма                              | «Марс Медиа», «Амедиа Продакшн», телеканал «Россия-1», ОККО Studios, при поддержке Министерства культуры Российской Федерации и Фонда кино         | Александр Домогаров-младший       | Виктор Добронравов, Владимир Ильин, Леонид Басов, Валерия Федорович, Евгения Дмитриева, Игорь Хрипунов, Павел Майков, Владимир Симонов, Ян Цапник | семейный, приключения, драма                        |             |
| М А Р Т       | 18       | Айнбо. Сердце Амазонии              | Cinema Management Group, Tunche Films | Рихард Клаус, Хосе Селада         | Лола Райе, Том Хоффман, Бернандо де Паула, Дино Андраде, Алехандра Гольянс, Джо Эрнандес | комедия, фэнтези, приключения                       |             |
| М А Р Т       | 18       | Оборотень                           | New Form, Orion Classics, Vanishing Angle, XYZ Films                                                                                               | Джим Каммингс                     | Джим Каммингс, Рики Линдхоум, Хлоя Ист, Джимми Татро, Роберт Форстер, Маршалл Оллман, Невилл Арчамбо, Энни Хэмилтон, Келси Эдвардс | ужасы, комедия, детектив                            |             |
| М А Р Т       | 25       | Годзилла против Конга               | Warner Bros., Legendary Pictures, Toho Co., Ltd | Адам Вингард                      | Александр Скарсгард, Кайл Чендлер, Милли Браун, Эйса Гонсалес, Ребекка Холл | фантастика, фильм о монстрах                        | [ 16 ]      |
| М А Р Т       | 25       | Поступь хаоса                       | Lionsgate, Quadrant Pictures | Даг Лайман                        | Дейзи Ридли, Том Холланд | фантастика                                          | [ 17 ]      |
| М А Р Т       | 25       | Любовь, свадьбы и прочие катастрофы | Endeavor Content, Fortitude International, Align Pictures                                                                                          | Деннис Дуган                      | Дайан Китон, Джереми Айронс, Мэгги Грейс, Диего Бонета, Эндрю Бэчелор | романтическая комедия                               |             |

### Апрель — июнь
| Премьера    | Премьера | Название                             | Студия | Режиссёр                           | В ролях | Жанр                                                                     | Прим.  |  |
| ----------- | -------- | ------------------------------------ | --- | ---------------------------------- | --- | ------------------------------------------------------------------------ | ------ |  |
| А П Р Е Л Ь | 1        | Майор Гром: Чумной Доктор            | Bubble Studios, Кинопоиск HD                                                                                      | Олег Трофим                        | Тихон Жизневский, Александр Сетейкин, Любовь Аксёнова, Сергей Горошко, Алексей Маклаков | приключения, боевик, супергеройское кино                                 |        |  |
| А П Р Е Л Ь | 8        | Мортал Комбат                        | Atomic Monster Productions, Broken Road Productions, NetherRelam Studions, New Line Cinema, Warner Bros. Pictures | Саймон МакКуэйд                    | Джо Таслим, Мекхард Брукс, Таданобу Асано, Сиси Стрингер, Луди Лин, Джош Лоусон, Джессика Макнами, Льюис Танн, Хан Чин, Хироюки Санада, Макс Хуан, Нейтан Джонс | боевик, фэнтези                                                          | [ 18 ] |  |
| А П Р Е Л Ь | 8        | Проклятие. Призраки дома Борли       | WestEnd Films | Кристофер Смит                     | Джессика Браун-Финдли, Шон Харрис | фильм ужасов                                                             |        |  |
| А П Р Е Л Ь | 15       | Чернобыль                            | Централ Партнершип, DK Entertainment, Киностудия КИТ, Нон-стоп продакшн                                           | Данила Козловский                  | Данила Козловский, Оксана Акиньшина, Филипп Авдеев, Равшана Куркова | драма, история                                                           |        |  |
| А П Р Е Л Ь | 15       | Sheena 667                           | Фонд кино | Григорий Добрыгин                  | Владимир Свирский, Юлия Пересильд, Джордан Роуз Фрай, Юрий Кузнецов, Надежда Маркина, Наталья Ноздрина, Павел Ворожцов | драма                                                                    |        |  |
| А П Р Е Л Ь | 22       | Гнев человеческий                    | Metro-Goldwyn-Mayer, Miramax                                                                                      | Гай Ричи                           | Джейсон Стейтем, Скотт Иствуд, Холт МакКэллони, Джеффри Донован, Джош Хартнетт, Рауль Кастильо, Нив Алгар, Лаз Алонсо | боевик, триллер                                                          | [ 19 ] |  |
| А П Р Е Л Ь | 22       | Любовь и монстры                     | 21 Laps Entertainment, Entertainment One                                                                          | Майкл Мэтьюз                       | Дилан О'Брайен, Джессика Хенвик, Майкл Рукер, Дэниэл Юинг, Ариана Гринблатт, Эллен Холлман, Пачаро Мзембе, Сени Прити, Амали Голден, Мелани Занетти, Донни Бакстер, Эндрю Бьюкэнэн, Тэнди Райт                                                                        | фантастика, постапокалиптика, приключения                                |        |  |
| А П Р Е Л Ь | 29       | Девятаев                             | Columbia Pictures, Базелевс, телеканал «Россия-1», Военфильм, онлайн кинотеатр KION, PANDORA film, Фонд кино      | Тимур Бекмамбетов, Сергей Трофимов | Павел Прилучный, Павел Чинарёв, Дарья Златопольская | военно-историческая биографическая драма                                 |        |  |
| М А Й       | 6        | Прабабушка лёгкого поведения. Начало | Voice Films | Марюс Вайсберг                     | Александр Ревва, Глюкоза, Дмитрий Нагиев, Михаил Галустян, Марина Федункив, Максим Лагашкин | комедия                                                                  |        |  |
| М А Й       | 13       | Кролик Питер 2                       | Sony Pictures Animation, Columbia Pictures, 2.0 Entertainment, Olive Bridge Entertainment                         | Уилл Глак                          | Роуз Бирн, Доналл Глисон, Дэвид Ойелово, Дэйзи Ридли, Элизабет Дебики, Джейм Корден, Марго Робби, Сиа | комедия, семейный                                                        | [ 20 ] |  |
| М А Й       | 13       | Пила: Спираль                        | Lionsgate | Даррен Линн Боусман                | Крис Рок, Сэмюэл Л. Джексон | фильм ужасов                                                             |        |  |
| М А Й       | 19       | Форсаж 9                             | Universal Pictures, Original Film, One Race Films                                                                 | Джастин Лин                        | Вин Дизель, Мишель Родригес, Джордана Брюстер, Тайриз Гибсон, Лудакрис, Натали Эммануэль, Джон Сина, Хелен Миррен, Шарлиз Терон, Майкл Рукер | боевик, криминал                                                         |        |  |
| И Ю Н Ь     | 3        | Тихое место 2                        | Platinum Dunes, Paramount Pictures                                                                                | Джон Красински                     | Эмили Блант, Киллиан Мёрфи, Ноа Джуп, Мохит Малик, Миллисент Симмондс | ужасы, научно-фантастический фильм, постапокалипстический фильм, триллер | [ 21 ] |  |
| И Ю Н Ь     | 3        | Круэлла                              | Walt Disney Pictures, Gunn Films, Marc Platt Productions                                                          | Крэйг Гиллеспи                     | Эмма Стоун, Эмма Томпсон, Пол Уолтер Хаузер, Джоэл Фрай, Джон Маккри, Эмили Бичем, Марк Стронг, Кирби Хауэлл-Батист, Кайван Новак, Джейми Деметриу, Эндрю Люн | криминал, комедия                                                        | [ 22 ] |  |
| И Ю Н Ь     | 10       | Заклятие 3: По воле дьявола          | New Line Cinema                                                                                                   | Майкл Чавес                        | Вера Фармига, Патрик Уилсон, Стерлинг Джеринс, Руари О'Коннор, Сара Кэтрин Хук, Джулиан Хиллиард, Чарли Амойра, Ронни Джин Блевинс, Шенон Кук | ужасы, триллер, детектив                                                 |        |  |
| И Ю Н Ь     | 10       | Красный призрак                      | АБС, Русская Фильм Группа                                                                                         | Андрей Богатырёв                   | Алексей Шевченков, Владимир Гостюхин, Полина Чернышова, Вольфганг Черни, Михаил Горевой | боевик, притча, приключения, истерн                                      |        |  |
| И Ю Н Ь     | 16       | Телохранитель жены киллера           | Denver and Delilah Production, Good Universe, Point Grey Pictures                                                 | Патрик Хьюз                        | Райан Рейнольдс, Сэмюэл Л. Джексон, Сальма Хайек, Антонио Бандерас | боевик, комедия, криминал                                                |        |  |
| И Ю Н Ь     | 17       | Лука                                 | Walt Disney Studios Motion Pictures, Pixar Animation Studios                                                      | Энрико Казароза                    | Джейкоб Трембле, Джек Дилан Грейзер, Эмма Берман, Марко Барричелли, Саверио Раймондо, Майя Рудольф, Джим Гаффиган, Сэнди Мартин, Джакомо Джанниотти | мультфильм, приключения, фэнтези, семейный                               |        |  |
| И Ю Н Ь     | 17       | На высоте                            | Warner Bros., Likely Story                                                                                        | Джон Чу                            | Энтони Рамос, Кори Хокинс, Лин-Мануэль Миранда | мюзикл                                                                   | [ 23 ] |  |
| И Ю Н Ь     | 24       | Бендер: Начало                       | Среда | Игорь Зайцев                       | Сергей Безруков, Арам Вардеванян, Никита Кологривый, Таисия Вилкова, Эдуард Орлов, Александр Цекало, Юлия Рутберг, Ольга Сутулова, Гарик Харламов, Артём Ткаченко, Юлия Макарова, Александр Ильин, Олег Чугунов, Максим Белобородов, Иван Дранощук, Дмитрий Голованов | экранизация                                                              |        |  |
| И Ю Н Ь     | 24       | Рок Дог 2                            | Huayi Brothers Media, Lionsgate, HB Wink Animation, Splash Entertainment                                          | Марк Балдо                         | Грэм Хэмилтон, Эшли Болл, Эндрю Френсис, Брайан Драммонд, Брайан Добсон, Кэтлин Барр, Майкл Адамтуэйт, Джеймс Хигути, Донни Лукас, Ричард Ньюман, Сабрина Питре, Джейсон Симпмон, Кэти Уэслак                                                                         | приключения, комедия, музыка                                             |        |  |
| И Ю Н Ь     | 25       | Ледяной драйв                        | CODE Entertainment, ShivHans Pictures, Envision Media Arts                                                        | Джонатан Хенсли                    | Лиам Нисон, Лоренс Фишберн, Холт Маккэлани | экшн-триллер                                                             |        |  |

### Июль — сентябрь
| Премьера        | Премьера | Название                          | Студия | Режиссёр                        | В ролях | Жанр                                              | Прим.         |
| --------------- | -------- | --------------------------------- | --- | ------------------------------- | --- | ------------------------------------------------- | ------------- |
| И Ю Л Ь         | 1        | Судная ночь навсегда              | Platinum Dunes, Blumhouse Productions, Amblin Entertainment, Man in a Tree Productions, Racket Sguad Productions                                     | Эверардо Гоут                   | Ана де ла Регера, Джош Лукас, Ливен Рамбин, Уилл Паттон, Кэссиди Фримен | фильм ужасов, антиутопия                          |               |
| И Ю Л Ь         | 8        | Чёрная вдова                      | Marvel Studios | Кейт Шортланд                   | Скарлетт Йоханссон, Флоренс Пью, Дэвид Харбор, Рэйчел Вайс, Рэй Уинстон, Ольга Куриленко, Уильям Хёрт, О. Т. Фагбенли | фантастика, боевик, приключения                   | [ 24 ]        |
| И Ю Л Ь         | 15       | Космический джем: Новое поколение | Warner Bros. Pictures, Warner Animation Group, Proximity Springhill Entertainment                                                                    | Малкольм Д. Ли                  | Леброн Джеймс, Эрик Бауза, Дон Чидл, Крис Дэвис, Джефф Бергман, Соникуа Мартин-Грин | комедия, семейный, неонуар                        | [ 25 ]        |
| И Ю Л Ь         | 15       | Бендер: Золото империи            | Среда | Игорь Зайцев                    | Сергей Безруков, Арам Вардеванян, Вера Брежнева, Никита Кологривый, Александр Цекало, Юлия Рутберг, Ольга Сутулова, Гарик Харламов, Артём Ткаченко, Юлия Макарова, Максим Белобородов | комедия, семейный,                                | [ 25 ]        |
| И Ю Л Ь         | 15       | Пороховой коктейль                | StudioCanal, The Picture Company | Навот Папушадо                  | Карен Гиллан, Лина Хиди, Карла Гуджино, Мишель Йео | экшн, комедия                                     |               |
| И Ю Л Ь         | 22       | G.I.Joe: Бросок кобры. Снейк Айз  | Skydance Media, Allspark Pictures, di Bonaventura Pictures                                                                                           | Роберт Швентке                  | Генри Голдинг, Эндрю Кодзи, Ико Ювайс, Урсула Уорберо, Самара Уивинг | Супергероика, научная фантастика, боевик          | [ 26 ]        |
| И Ю Л Ь         | 22       | Тайна Сен-Тропе                   | Curiosa Films, StudioCanal, Ouille Productions | Николя Бенаму                   | Кристиан Клавье, Беннуа Пульворд, Тьерри Лермитт, Жерар Дерпардье, Росси де Пальма | комедия, криминал, детектив                       |               |
| И Ю Л Ь         | 29       | Круиз по джунглям                 | Walt Disney Pictures, Seven Bucks Production, Davis Entertainment, Flynn Picture Company                                                             | Жауме Кольет-Серра              | Дуэйн Джонсон, Эмили Блант, Джесси Племонс, Эдгар Рамирес, Энди Найман, Ким Гутьеррес, Дани Ровира, Пол Джаматти | Приключения, комедия, семейный                    |               |
| А В Г У С Т     | 5        | Отряд самоубийц: Миссия навылет   | Warner Bros., DC Films | Джеймс Ганн                     | Идрис Эльба, Марго Робби, Виола Дэвис, Юэль Киннаман, Джай Кортни, Джон Сина, Майкл Рукер | супергероика                                      | [ 27 ] [ 28 ] |
| А В Г У С Т     | 5        | Я создан для тебя                 | Letterbox FilmProduction | Мария Шрадер                    | Марен Эггерт, Дэн Стивенс | романтическая комедия                             |               |
| А В Г У С Т     | 12       | Главный герой                     | Maximum Effort, 21 Laps Entertainment, Berlanti Production, TSG Entertainment, Lit Entertainment Group                                               | Шон Леви                        | Райан Рейнольдс, Тайка Вайтити, Джоди Комер, Джо Кири, Уткарш Амбудкар, Мэттью Кардаропле, Камилль Костек, Лил Рел Ховери, Бритни Олдфорд, Оуэн Бурк | фантастика, боевик, комедия                       |               |
| А В Г У С Т     | 12       | Феодосийская сказка               | «Кинокомпания Киммерия» | Наталья Лебедева                | Митя Махонин, Любовь Толкалина, Николай Нечаев, Виктор Куклин, Евгений Журавкин, Мария Довгалюк, Виталий Таганов | сказка                                            |               |
| А В Г У С Т     | 19       | Босс-молокосос 2                  | Universal Pictures, DreamWorks Animation | Том Макграт                     | Алек Болдуин, Джеймс Марсден, Эми Седарис, Ариана Гринблатт, Ева Лонгория, Джимми Киммел, Лиза Кудроу, Джефф Голдблюм | семейный, комедия, приключения, фэнтези           | [ 29 ]        |
| А В Г У С Т     | 19       | Проклятие Пиковой дамы            | Централ Партнершип | Патрик Уайт                     | Ава Престон, Эрик Осборн, Джейми Блох, Набил Рэджо, Дэниэл Кэш, Каелин Ом, Криста Марчанд | фильм ужасов                                      |               |
| А В Г У С Т     | 26       | Воспоминания                      | Warner Bros. | Лиза Джой                       | Хью Джекман, Ребекка Фергюсон, Тэнди Ньютон, Дэниел Ву, Клифф Кёртис | научно-фантастический фильм                       | [ 30 ]        |
| А В Г У С Т     | 26       | Щенячий патруль в кино            | Paramount Pictures, Nickelodeon Movies, Spin Master Entertainment, Mikros Image, Централ Партнершип                                                  | Кэл Бранкер                     | Иэн Армитидж, Кингсли Маршалл, Киган Хедли, Лилли Бартлам, Каллум Шоникер, Шейл Саймонс, Рон Пардо, Марсэй Мартин, Уилл Брисбин, Джимми Киммел, Рэндалл Парк, Дэкс Шепард, Ким Кардашьян Уэст, Тайлер Перри, Яра Шахиди, Ким Робертс, Моника Альварез, Джамилла Рос, Джош Роберт Томпсон, Пол Браунштейн, Ронан Китинг, Том Флетчер, Джо Пинг, Нил Кроун | мультфильм, приключения, семейный фильм, комедия  | [ 31 ]        |
| А В Г У С Т     | 26       | Легенда о Зелёном рыцаре          | Entre Chien et Loup, Kinology, Overdrive Productions, Sister and Brother Mitevski, Timpel Pictures, Wonder Films                                     | Дэвид Лоури                     | Дев Патель, Алисия Викандер, Джоэл Эдгертон, Сарита Чоудхури, Шон Харрис | фэнтези, мелодрама, драма                         |               |
| С Е Н Т Я Б Р Ь | 1        | Нефутбол                          | Революция фильм | Максим Свешников                | Любовь Аксёнова, Егор Корешков | спортивная комедия                                |               |
| С Е Н Т Я Б Р Ь | 2        | После. Глава 3                    | CalMaple Media | Кастилл Лэндон                  | Джозефин Лэнгфорд, Хиро Файнс-Тиффин | мелодрама                                         | [ 32 ]        |
| С Е Н Т Я Б Р Ь | 2        | Шан-Чи и легенда десяти колец     | Marvel Studios | Дестин Креттон                  | Симу Лю, Аквафина, Чжан Мэнъэр, Тони Люн Чу Вай, Мишель Йео, Чэнь Фала, Флориан Мунтяну, Бен Кингсли, Бенедикт Вонг, Ронни Чиэн, Юэн Ва, Джоди Лонг, Даллас Лю, Цайцинь, Энди Ле, Стефани Сюй, Кунал Дудекар, Ди Бейкер, Джейд Су, Марк Руффало, Бри Ларсон, Зак Черри                                                                                   | супергероика, фэнтези                             | [ 33 ]        |
| С Е Н Т Я Б Р Ь | 8        | Блокадный дневник                 | Киностудия «Сентябрь» | Андрей Зайцев                   | Ольга Озоллапиня, Сергей Дрейден | военно-историческая драма                         |               |
| С Е Н Т Я Б Р Ь | 9        | Петровы в гриппе                  | Sony Pictures Releasing Hype Film Кинопрайм Arte France Cinéma Bord Cadre Films Razor Film Produktion GmbH Sovereign Films Logical Pictures Charades | Кирилл Серебренников            | Семён Серзин, Чулпан Хаматова, Иван Дорн | драма                                             | [ 34 ]        |
| С Е Н Т Я Б Р Ь | 9        | Злое                              | New Line Cinema, Atomic Monster Productions, Starlight Media, Midas Innovation                                                                       | Джеймс Ван                      | Аннабелль Уоллис, Джейк Абель, Джордж Янг, Мэдди Хассон, Мишоль Бриана Уайт, Жаклин Маккензи, Маккена Грейс | фильм ужасов                                      |               |
| С Е Н Т Я Б Р Ь | 9        | Соври мне правду                  | «Централ Партнершип», «START», «Окапи продакшн» | Ольга Акатьева                  | Павел Прилучный, Дарья Мельникова, Евгений Романцов, Елизавета Кононова | триллер, драма                                    |               |
| С Е Н Т Я Б Р Ь | 16       | Дюна                              | Legendary Pictures | Дени Вильнёв                    | Тимоти Шаламе, Ребекка Фергюсон, Стеллан Скарсгард, Дэйв Батиста, Оскар Айзек, Зендея, Хавьер Бардем, Джош Бролин, Джейсон Момоа | фантастика                                        | [ 35 ]        |
| С Е Н Т Я Б Р Ь | 16       | Литл Гром                         | Belvision Studios, Constantin Films, Dargaud Media                                                                                                   | Тоби Генкель, Ксавье Джакометти | Алоис Агасси-Махье, Ариэль Вобьен, Ханна Вобьен, Оскар Дуиб, Фредерик Сутрель | приключенческая комедия                           |               |
| С Е Н Т Я Б Р Ь | 23       | Множественные святые Ньюарка      | Warner Bros. | Алан Тейлор                     | Алессандро Нивола | криминальная драма                                |               |
| С Е Н Т Я Б Р Ь | 23       | My Little Pony: Новое поколение   | Entertainment One, Bulder Media, Netflix, Централ Партнершип                                                                                         | Роберт Каллен, Хосе Уче         | Ванесса Хадженс, Кимико Гленн Джеймс Марсден, София Карсон, Лайза Коши, Элизабет Перкинс, Джейн Краковски, Кен Джонг, Фил Ламарр, Майкл Маккин | мюзикл, фэнтези, приключения, мультфильм, комедия | [ 36 ]        |
| С Е Н Т Я Б Р Ь | 23       | Иван Денисович                    | Вера, Россия-1 | Глеб Панфилов                   | Филипп Янковский | драма, экранизация                                |               |
| С Е Н Т Я Б Р Ь | 23       | Дело                              | Метрафильмс | Алексей Герман-мл.              | Мераб Нинидзе, Анна Михалкова | драма                                             |               |
| С Е Н Т Я Б Р Ь | 23       | Вне зоны доступа                  | СМАРТ фильм | Анна Курбатова                  | Олег Чугунов, Маргарита Дьяченкова, Влас Кропалов | драма взросления                                  |               |
| С Е Н Т Я Б Р Ь | 23       | Клаустрофобы 2: Лига выживших     | Columbia Pictures, Original Film | Адам Робител                    | Тейлор Расселл, Логан Миллер, Изабель Фурман, Томас Кокерел, Холланд Роден, Карлито Оливеро, Индия Мур | психологический хоррор                            |               |
| С Е Н Т Я Б Р Ь | 23       | Молоко                            | КАРГО | Карен Оганемян                  | Юлия Пересильд, Андрей Бурковский, Евгения Каверау, Гоша Куценко, Юрий Колокольников, Елена Валюшкина, Евгений Гришковец | драма, комедия                                    |               |
| С Е Н Т Я Б Р Ь | 23       | Холодный расчёт                   | HanWay Films, LB Entertainment | Пол Шредер                      | Оскар Айзек, Тай Шеридан, Тиффани Хаддиш, Уиллем Дефо | триллер                                           |               |
| С Е Н Т Я Б Р Ь | 25       | Разжимая кулаки                   | Централ Партнершип | Кира Коваленко                  | Милана Агузарова, Алик Караев, Сослан Хугаев, Милана Пагиева, Хетаг Бибилов, Арсен Хетагуров | комедия                                           |               |
| С Е Н Т Я Б Р Ь | 30       | Веном 2                           | Columbia Pictures, Marvel Entertainment, Tencent Pictures, Pascal Pictures                                                                           | Энди Серкис                     | Том Харди, Вуди Харрельсон, Мишель Уильямс, Наоми Харрис, Рид Скотт, Стивен Грэм | супергеройский фильм                              |               |
| С Е Н Т Я Б Р Ь | 30       | Титан                             | Diaphana Distribution, Mozinet | Жюлия Дюкурно                   | Венсан Линдон, Геранс Марилье, Агата Руссель, Бертран Бонелло | боди-хоррор, триллер, фильм-драма                 |               |
| С Е Н Т Я Б Р Ь | 30       | Её заветное желание               | Shochiku, Kadokawa Pictures | Тамура Котаро                   | Кая Киёхара, Таиси Накагава | аниме-фильм, романтическая драма                  |               |
| С Е Н Т Я Б Р Ь | 30       | Бестселлер                        | Aperture Entertainment, Item 7 | Лина Росслер                    | Майкл Кейн, Обри Плаза, Скотт Спидмен, Эллен Вонг, Кэри Элвес | комедийная драма                                  |               |

### Октябрь — декабрь
| Премьера      | Премьера | Название                             | Студия | Режиссёр                                                                             | В ролях | Жанр                                                               | Прим.  |
| ------------- | -------- | ------------------------------------ | --- | ------------------------------------------------------------------------------------ | --- | ------------------------------------------------------------------ | ------ |
| О К Т Я Б Р Ь | 7        | Не время умирать                     | Metro-Goldwyn-Mayer, EON Productions                                                                               | Кэри Фукунага                                                                        | Дэниел Крейг, Рами Малек, Леа Сейду, Лашана Линч, Бен Уишоу, Наоми Харрис, Джеффри Райт, Кристоф Вальц, Рэйф Файнс | шпионский боевик                                                   |        |
| О К Т Я Б Р Ь | 7        | Суперзвезда                          | 3B Productions, Arte, Red Balloon Film, Scope Pictures, Tea Time Film, Cine                                        | Брюно Дюмон                                                                          | Леа Сейду, Бланш Гарден, Бенуа Мажимель | драма                                                              |        |
| О К Т Я Б Р Ь | 14       | Эйфель                               | Pathe | Мартин Бурбулон                                                                      | Ромен Дюрис, Эмма Маки | историческая мелодрама, биография                                  |        |
| О К Т Я Б Р Ь | 14       | Семейка Аддамс: Горящий тур          | Metro-Goldwyn-Mayer, Bron Animation                                                                                | Грег Тирнан, Корнрад Верон                                                           | Оскар Айзек, Шарлиз Терон, Хлоя Грейс Морец, Джейвон Уолтон, Ник Кролл, Snoop Dogg, Бетт Мидлер, Билл Хейдер | Чёрная комедия, Роуд-муви, драма, приключения, семейный            |        |
| О К Т Я Б Р Ь | 14       | Демоник                              | AGC Studios, IFC Films                                                                                             | Нил Бломкамп                                                                         | Карли Поуп, Крис Уильям Мартин, Майкл Роджерс, Натали Болт, Терри Чен | научная фантастика, фильм ужасов                                   |        |
| О К Т Я Б Р Ь | 14       | Человек Божий                        | Централ Партнершип                                                                                                 | Елена Попович                                                                        | Арис Серветалис, Александр Петров, Микки Рурк, Тония Сотиропулу, Кристос Лулис, Янис Станкоглу, Никитас Царикроглу | драма, биография                                                   |        |
| О К Т Я Б Р Ь | 14       | Герда                                | Централ Партнершип, Русское возрождение                                                                            | Наталья Кудряшова                                                                    | Анастасия Красовская, Юрий Борисов, Дариус Гумаукас, Юлия Марченко, Джулия Огун | драма                                                              |        |
| О К Т Я Б Р Ь | 14       | Исчезнувший                          | STX Entertainment, MadRiver Pictures, Sixteen Films, Une Hirondelle, Wild Bunch International                      | Кристиан Карион                                                                      | Джеймс МакЭвой, Клэр Фой | триллер, драма, детектив                                           |        |
| О К Т Я Б Р Ь | 14       | Cryptozoo                            | Magnolia Pictures                                                                                                  | Дэш Шоу                                                                              | Лэйк Белл, Майкл Сера, Аггелики Папоулья, Зои Казан, Петер Стормаре, Грейс Забриски, Луиза Краузе, Томас Джей Райан, Алекс Карповски | комедия, мультфильм                                                |        |
| О К Т Я Б Р Ь | 21       | Хэллоуин убивает                     | Blumhouse Productions, Miramax Films                                                                               | Дэвид Гордон Грин                                                                    | Джейми Ли Кёртис, Джуди Грир, Энди Матичак, Энтони Майкл Холл, Кайл Ричардс, Ник Кастл | ужасы, слэшер                                                      | [ 37 ] |
| О К Т Я Б Р Ь | 21       | Неисправимый Рон                     | 20th Century Fox, Locksmith Animation                                                                              | Жан-Филипп Вине, Сара Смит                                                           | Зак Галифианакис, Джек Дилан Грейзер, Оливия Колман, Эд Хелмс, Джастис Смит, Роб Делани, Кайли Кэнтралл, Рикардо Уртадо, Маркус Скрибнер, Томас Барбаска | мультфильм, комедия, научная фантастика                            | [ 38 ] |
| О К Т Я Б Р Ь | 21       | Дракулов                             | Централ Партнершип, Peak Media, LEGIO FELIX, НМГ Студия                                                            | Илья Куликов                                                                         | Михаил Галустян, Денис Васильев, Татьяна Бабенкова, Алексей Золотовицкий, Надежда Сысоева, Мария Лисовая, Дмитрий Блохин, Роман Попов, Наташа Краснова и др. | комедия                                                            | [ 39 ] |
| О К Т Я Б Р Ь | 21       | Кошачьи миры Луиса Уэйна             | Amazon Studios, Film4 Productions, Shoebox, SunnyMarsh, StudioCanal                                                | Уилл Шарп                                                                            | Бенедикт Камбербэтч, Клэр Фой, Андреа Райсборо, Тоби Джонс, Шерон Руни | фильм-драма, фильм-биография                                       |        |
| О К Т Я Б Р Ь | 21       | Хороший, плохой, коп                 | Zero Gravity Management, Sculptor Media, G-BASE production, WarParty Films                                         | Джо Карнахан                                                                         | Джерард Батлер, Фрэнк Грилло, Адексис Лаудер | боевик, триллер                                                    |        |
| О К Т Я Б Р Ь | 23       | Эвакуация                            | Централ Партнершип                                                                                                 | Мэллори Эвертон, Стивен Мик                                                          | Уитни Колл, Мэллори Эвертон, Джулия Джоли | комедия                                                            |        |
| О К Т Я Б Р Ь | 28       | Кощей. Начало                        | студия «Паровоз», телеканал «Россия-1», при поддержке «Фонда кино», «Каропрокат»                                   | Андрей Колпин                                                                        | Никита Волков, Ирина Старшенбаум, Тимур Родригез, Арсений Перель, Ирина Медведева, Юрий Гальцев, Владислав Ветров, Павел Баршак, Мирослава Карпович, Ольга Кузьмина, Юлия Александрова, Полина Кутепова, Диомид Виноградов, Андрей Рожков, Юлия Зимина, Анастасия Володина, Даниил Эльдаров и Анфиса Вистингаузен | приключения, фэнтези, мультфильм, семейный                         | [ 40 ] |
| О К Т Я Б Р Ь | 28       | Семейный бюджет                      | «Droog Drooga Films», при поддержке Министерства культуры Российской Федерации, Universal Pictures                 | Евгений Абызов                                                                       | Антон Филипенко, Юлия Александрова, Валентина Ляпина, Георгий Стрелянный, Александр Лыков, Сергей Стёпин, Ангелина Миримская, Маргарита Дьяченкова, Арсений Попов, Feduk, Сергей Епишев, Алексей Маклаков и др.                                                                                                   | комедия                                                            |        |
| О К Т Я Б Р Ь | 28       | Гайя: Месть богов                    | Film Initiative Africa                                                                                             | Jaco Bower                                                                           | Моник Рокман, Карел Нель, Alex van Dyk, Энтони Осейеми | ужасы, фантастика                                                  |        |
| Н О Я Б Р Ь   | 4        | Тыгын Дархан                         | Кинокомпания "Тыгын"                                                                                               | Никита Аржаков                                                                       | Ньургун Бэчигэн, Пётр Саввинов, Анатолий Николаев, Василиса Мыреева | историческая драма                                                 |        |
| Н О Я Б Р Ь   | 8        | Вечные                               | Marvel Studios | Хлоя Чжао                                                                            | Джемма Чан, Ричард Мэдден, Анджелина Джоли, Сальма Хайек, Кумэйл Нанджиани, Лия Макхью, Брайан Тайри Генри, Лорен Ридлофф, Барри Кеоган, Дон Ли, Кит Харингтон, Билл Скарсгард | супергероика, фантастика                                           | [ 41 ] |
| Н О Я Б Р Ь   | 11       | Ряд 19                               | Киностудия КИТ, Monumental Pictures, IKa film                                                                      | Александр Бабаев                                                                     | Светлана Иванова, Марта Кесслер, Вольфганг Черни, Екатерина Вилкова, Анатолий Кот, Виктория Корлякова, Виталия Корниенко | хоррор                                                             |        |
| Н О Я Б Р Ь   | 18       | Плюшевый Бум!                        | Продюсерский центр «Рики», Петербург, «Каропрокат», при поддержке «Фонда кино»                                     | Денис Чернов, Илья Куприянов                                                         | Михаил Хрусталёв, Ксения Бржезовская, Александра Борисова, Владимир Маслаков, Елена Шульман, Светлана Кузнецова-Царёва, Марианна Мокшина, Валерий Соловьёв, Олег Куликович, Михаил Черняк, Максим Сергеев, Анна Геллер, Игорь Яковель, Денис Душин, Андрей Лёвин                                                  | мультфильм, фэнтези, комедия, приключения                          | [ 42 ] |
| Н О Я Б Р Ь   | 18       | Король Ричард                        | Kris Bowers, Warner Bros. Pictures, InterCom                                                                       | Рейнальдо Маркус Грин                                                                | Уилл Смит, Джон Бернтал, Тони Голдуин, Онжаню Эллис, Дилан Макдермотт | спортивная драма                                                   |        |
| Н О Я Б Р Ь   | 18       | Небо                                 | Централ Партнершип, ТриИксМедиа, совместно с Министерством обороны России, при участии телеканала Россия-1         | Игорь Копылов                                                                        | Игорь Петренко, Мария Миронова, Иван Батарев, Сергей Губанов | военная драма                                                      |        |
| Н О Я Б Р Ь   | 18       | Молоко птицы                         | Коктебель, Pascaru Production                                                                                      | Евгений Марьян                                                                       | Виталий Назаренко, Елена Лядова, Валериу Андрюцэ, Влада Ерофеева | драма                                                              |        |
| Н О Я Б Р Ь   | 18       | Медея                                | Кинокомпания "11"                                                                                                  | Александр Зельдович                                                                  | Тинатин Далакишвили, Евгений Цыганов | драма                                                              |        |
| Н О Я Б Р Ь   | 18       | Последняя дуэль                      | Scott Free Productions, Pearl Street Films, TSG Entertainment                                                      | Ридли Скотт                                                                          | Мэтт Деймон, Адам Драйвер, Джоди Комер, Бен Аффлек, Зое Брюно, Гарриет Уолтер, Натаниэль Паркер, Сэм Хэзелдин, Майкл МакЭлхаттон, Алекс Лоутер, Мартон Чокаш, Желько Иванек | историческая драма                                                 |        |
| Н О Я Б Р Ь   | 25       | Энканто                              | Walt Disney Animation Studios, Walt Disney Pictures                                                                | Джаред Буш, Байрон Ховард                                                            | Стефани Беатрис, Мария Сесилия Ботеро, Уилмер Вальдеррама, Адасса, Дайан Герреро, Мауро Кастильо, Энджи Сепеда, Джессика Дэрроу, Рензи Фелиз, Каролина Гайтан, Рави Кабот-Коньерс, Малума, Роуз Портильо, Хуан Кастано, Сара-Николь Роблз, Алан Тьюдик, Эктор Элиас                                               | мультфильм, фэнтези, мюзикл, комедия                               | [ 43 ] |
| Н О Я Б Р Ь   | 25       | Обитель зла: Ракун-Сити              | Screen Gems, Constantin Film                                                                                       | Йоханнес Робертс                                                                     | Кая Скоделарио, Робби Амелл, Эван Джогиа, Ханна Джон-Кеймен, Том Хоппер, Нил Макдонаф, Донал Лог | фильм ужасов                                                       | [ 44 ] |
| Н О Я Б Р Ь   | 25       | Купе номер шесть                     | Aamu Filmcompany                                                                                                   | Куосманен Юхо                                                                        | Сейди Хаарла, Юрий Борисов, Юлия Ауг | фильм-драма                                                        |        |
| Д Е К А Б Р Ь | 2        | Лётчик                               | Централ Партнершип                                                                                                 | Ренат Давлетьяров                                                                    | Пётр Фёдоров, Анна Пескова, Павел Осадчий, Николоз Паикридзе, Елена Дробышева | военный, биография, драма, история                                 |        |
| Д Е К А Б Р Ь | 2        | БУМЕРанг                             | Actober Films, кинокомпания "Русский Север"                                                                        | Пётр Буслов                                                                          | Тимофей Трибунцев, Дмитрий Нагиев | криминальная комедия                                               |        |
| Д Е К А Б Р Ь | 2        | Дом Gucci                            | Metro-Goldwyn-Mayer Pictures, Scott Free Production                                                                | Ридли Скотт                                                                          | Леди Гага, Аль Пачино, Адам Драйвер, Джаред Лето, Джек Хьюстон, Рив Карни, Джереми Айронс | фильм-драма, фильм-биография                                       |        |
| Д Е К А Б Р Ь | 2        | Охотники за привидениями: Наследники | Columbia Pictures, Bron Creative, The Montecito Picture Company, Right of Way Films                                | Джейсон Райтман                                                                      | Маккенна Грейс, Финн Вулфхард, Кэрри Кун, Пол Радд, Билл Мюррей, Дэн Эйкройд, Эрни Хадсон, Сигурни Уивер, Энни Поттс | комедия, научное фэнтези                                           |        |
| Д Е К А Б Р Ь | 2        | Нормальный только я                  | Проспект Мира | Антон Богданов                                                                       | Антон Богданов, Ольга Лерман, Константин Хабенский, Максим Виторган, Игорь Гаспарян | комедия                                                            |        |
| Д Е К А Б Р Ь | 9        | Вестсайдская история                 | Amblin Entertainment, Amblin Partners, Reliance Entertainment, 20th Century Fox                                    | Стивен Спилберг                                                                      | Энсел Эльгорт, Рэйчел Зеглер, Ариана Дебоуз, Дэвид Альварес, Майк Фейст, Кори Столл, Брайан д’Арси Джеймс, Рита Морено | мюзикл, драма, мелодрама                                           | [ 45 ] |
| Д Е К А Б Р Ь | 9        | Большой красный пёс Клиффорд         | Paramount Pictures, The Kerner Entertainment Company, New Republic Pictures, Entertainment One, Централ Партнершип | Уолт Беккер                                                                          | Джек Уайтхолл, Дэрби Кэмп, Сиенна Гиллори, Дэвид Алан Грир, Джон Клиз, Расселл Вонг, Айзек Ванг, Тони Хейл, Пол Родригес, Оратио Санс, Расселл Питерс и др. | приключения, комедия, фэнтези, семейный                            | [ 46 ] |
| Д Е К А Б Р Ь | 9        | Море волнуется раз                   | ООО «План 9» (Москва), Planeta Inform Film Distribution                                                            | Николай Хомерики                                                                     | Ольга Бордова, Валерий Степанов, Юлия Ауг, Андрей Смоляков | драма                                                              |        |
| Д Е К А Б Р Ь | 9        | Владивосток                          | Мосфильм | Антон Борматов                                                                       | Андрей Грызлов, Анастасия Талызина, Иван Шахназаров, Виталий Кищенко, Кирилл Плетнёв | мелодрама, триллер, драма                                          |        |
| Д Е К А Б Р Ь | 9        | Спенсер                              | Komplizen Film, Shoebok Films, FilmNation Entertainment, Fabula                                                    | Пабло Ларраин                                                                        | Кристен Стюарт, Джек Фартинг, Шон Харрис, Салли Хокинс, Тимоти Сполл, Рихард Заммель, Ориана Гордон | фильм-драма, фильм-биография                                       |        |
| Д Е К А Б Р Ь | 9        | Честный развод                       | |                                                                                      | |                                                                    |        |
| Д Е К А Б Р Ь | 15       | Человек-паук: Нет пути домой         | Columbia Pictures, Marvel Studios, Pascal Pictures                                                                 | Джон Уоттс                                                                           | Том Холланд, Тоби Магуайр, Эндрю Гарфилд, Зендея, Бенедикт Камбербэтч, Джейкоб Баталон, Мариса Томей, Джон Фавро, Уиллем Дефо, Альфред Молина, Томас Хейден Чёрч, Рис Иванс, Джейми Фокс | боевик, приключения, научная фантастика                            |        |
| Д Е К А Б Р Ь | 16       | Матрица: Воскрешение                 | Village Roadshow Pictures, Wachowskis Productions, Silver Pictures, Warner Bros.                                   | Лана Вачовски                                                                        | Киану Ривз, Кэрри-Энн Мосс, Джада Пинкетт Смит, Ламбер Вильсон, Даниэл Бернхардт | киберпанк,постапокалиптика,фантастика, боевик, антиутопия, триллер | [ 47 ] |
| Д Е К А Б Р Ь | 16       | Ёлки 8                               | Bazelevs | Антон Богданов, Василий Зоркий, Александра Лупашко, Варвара Маценова, Яков Юровицкий | Иван Ургант, Сергей Светлаков, Константин Хабенский, Филипп Киркоров, Ольга Бузова, Евгений Кулик, Антон Богданов, Дарья Мороз, Анна Чиповская, Никита Ефремов, Александр Робак | комедия                                                            | [ 48 ] |
| Д Е К А Б Р Ь | 16       | Оленьи рога                          | Fantom Four, Double Dare You Productions                                                                           | Скотт Купер                                                                          | Кери Расселл, Джесси Племонс, Джереми Т. Томас, Грэм Глинн, Скотт Хэйз | ужасы                                                              |        |
| Д Е К А Б Р Ь | 22       | King’s Man: Начало                   | Marv Films, Cloudy Productions, 20th Century Studios                                                               | Мэттью Вон                                                                           | Харрис Дикинсон, Рэйф Файнс, Даниэль Брюль, Рис Иванс, Мэттью Гуд, Аарон Тейлор-Джонсон, Джемма Артертон, Том Холландер, Джимон Хонсу, Стэнли Туччи | боевик, шпионская фантастика, комедия                              | [ 49 ] |
| Д Е К А Б Р Ь | 23       | Последний богатырь: Посланник тьмы   | The Walt Disney Company CIS, Yellow, Black and White, телеканал «Россия-1», при поддержке «Фонда кино»             | Дмитрий Дьяченко                                                                     | Виктор Хориняк, Мила Сивацкая, Сергей Бурунов, Екатерина Вилкова, Елена Яковлева, Константин Лавроненко, Филипп Киркоров | приключения, фэнтези, семейный                                     | [ 50 ] |
| Д Е К А Б Р Ь | 23       | Зверопой 2                           | Universal Pictures, Illumination                                                                                   | Гарт Дженнингс                                                                       | Мэттью Макконахи, Риз Уизерспун, Скарлетт Йоханссон, Тэрон Эджертон, Тори Келли, Ник Кролл, Бобби Каннавале, Холзи, Фаррелл Уильямс, Летиша Райт, Челси Перетти, Боно, Эрик Андре | комедия, мультфильм, мюзикл                                        |        |
| Д Е К А Б Р Ь | 30       | Снегурочка против всех               | «Каропрокат», Legio Felix, «СТС», НМГ Студия                                                                       | Полина Ануфриева                                                                     | Павел Воля, Надежда Сысоева, Виталий Хаев, Настасья Самбурская, Оскар Кучера, Мария Пирогова, Павел Ворожцов, Александра Булычёва, Анна Исайкина, Юрий Грубник и др. | комедия                                                            | [ 51 ] |
| Д Е К А Б Р Ь | 30       | Три богатыря и Конь на троне         | Sony Pictures Releasing, студия «Мельница», Кинокомпания СТВ, при поддержке «Фонда кино»                           | Дарина Шмидт, Константин Феоктистов                                                  | Дмитрий Высоцкий, Сергей Маковецкий, Олег Куликович, Валерий Соловьёв, Дмитрий Быковский, Анатолий Петров, Елизавета Боярская | приключения, комедия, мультфильм                                   | [ 52 ] |
| Д Е К А Б Р Ь | 30       | Чемпион мира                         | Тритэ, телеканал «Россия-1», при поддержке «Фонда кино», Централ Партнершип, Киностудия КИТ                        | Алексей Сидоров                                                                      | Иван Янковский, Константин Хабенский, Владимир Вдовиченков, Виктор Добронравов, Фёдор Добронравов | драма                                                              | [ 53 ] |

## Награды

### Critics' Choice Super Awards
1-я церемония вручения наград премии Critics' Choice Super Awards Ассоциацией телекинокритиков США и Канады прошла 10 января 2021 года в виртуальном режиме из-за пандемии COVID-19. Ведущим церемонии был американский актёр и режиссёр Кевин Смит
- Лучший экшен-фильм: «Пятеро одной крови»
- Лучший анимационный фильм: «Душа»
- Лучший супергеройский фильм: «Бессмертная гвардия»
- Лучший фильм ужасов: «Человек-невидимка»
- Лучший фантастический/фэнтези-фильм: «Зависнуть в Палм-Спрингс»

### Премия «Золотой орёл»
19-я церемония вручения наград премии «Золотой орёл» состоялась 22 января 2021 года в первом павильоне киноконцерна «Мосфильм».
- Лучший игровой фильм: «Блокадный дневник»
- Лучшая режиссёрская работа: Андрей Кончаловский за работу над фильмом «Дорогие товарищи!»
- Лучший сценарий: Андрей Зайцев за сценарий к фильму «Блокадный дневник»
- Лучшая мужская роль: Юра Борисов за роль в фильме «Калашников»
- Лучшая женская роль: Ольга Озоллапиня за роль в фильме «Блокадный дневник»
- Лучшая мужская роль второго плана: Александр Домогаров за роль в фильме «Союз спасения»
- Лучшая женская роль второго плана: Мария Аронова за роль в фильме «Лёд 2»
- Лучший зарубежный фильм в российском прокате: «1917» (Великобритания/США)

### Премия «Золотой глобус»
78-я церемония вручения наград американской премии «Золотой глобус» состоялась 28 февраля 2021 года в отеле «Беверли-Хилтон», Лос-Анджелес и в Рокфеллеровском центре, Нью-Йорк, США. Ведущими церемонии выступили американские актрисы Тина Фей и Эми Полер. Номинанты произносили речи и получали награды в режиме видеосвязи, не присутствуя физически в местах проведения церемонии. Почётная награда имени Сесиля Б. Де Милля за жизненные достижения в области кинематографа была вручена актрисе Джейн Фонде.
- Лучший фильм (драма): «Земля кочевников»
- Лучший фильм (комедия или мюзикл): «Борат 2»
- Лучший режиссёр: Хлоя Чжао — «Земля кочевников»
- Лучшая мужская роль (драма): Чедвик Боузман — «Ма Рейни: Мать блюза»
- Лучшая женская роль (драма): Андра Дэй — «Соединённые Штаты против Билли Холидей»
- Лучшая мужская роль (комедия или мюзикл): Саша Барон Коэн — «Борат 2»
- Лучшая женская роль (комедия или мюзикл): Розамунд Пайк — «Аферистка»
- Лучшая мужская роль второго плана: Дэниэл Калуя — «Иуда и чёрный мессия»
- Лучшая женская роль второго плана: Джоди Фостер — «Мавританец»
- Лучший сценарий: Аарон Соркин — «Суд над чикагской семёркой»
- Лучший анимационный фильм: «Душа»
- Лучший фильм на иностранном языке: «Минари» (США)

### Берлинский кинофестиваль
71-й Берлинский международный кинофестиваль проходил с 1 по 5 марта 2021 года в виртуальном формате в связи с пандемией COVID-19. В основной конкурс вошло 15 лент. Жюри состояло из обладателей главного приза прошлых лет.
- Золотой медведь: «Неудачный трах, или Сумасшедшее порно», реж. Раду Жуде (Румыния)
- Гран-при жюри (Серебряный медведь): «Случайность и догадка», реж. Рюсукэ Хамагути (Япония)
- Приз жюри (Серебряный медведь): «Господин Бахман и его класс», реж. Мария Шпет (Германия)
- Серебряный медведь за лучшую режиссёрскую работу: Денеш Надь, «Естественный свет» (Латвия, Германия, Венгрия, Франция)
- Серебряный медведь за лучшую роль: Марен Эггерт за «Я создан для тебя» (Германия)
- Серебряный медведь за лучшую роль второго плана: Лила Кицлингер за «Лес — вижу тебя везде» (Венгрия)
- Серебряный медведь за лучший сценарий: Хон Сансу за «Вступление» (Южная Корея)
- Серебряный медведь за выдающиеся художественные достижения: Ибран Ассауд (монтажёр) за «Полицейский фильм» (Мексика)

### Critics' Choice Movie Awards
26-я церемония вручения наград премии Critics' Choice Movie Awards Ассоциацией телекинокритиков США и Канады прошла 7 марта 2021 года в Калифорнии. Ведущим церемонии был американский актёр и музыкант Тэй Диггз. Номинанты произносили речи и получали награды в режиме видеосвязи, не присутствуя физически в месте проведения церемонии.
- Лучший фильм: «Земля кочевников»
- Лучший режиссёр: Хлоя Чжао — «Земля кочевников»
- Лучшая мужская роль: Чедвик Боузман — «Ма Рейни: Мать блюза»
- Лучшая женская роль: Кэри Маллиган — «Девушка, подающая надежды»
- Лучшая мужская роль второго плана: Дэниэл Калуя — «Иуда и чёрный мессия»
- Лучшая женская роль второго плана: Мария Бакалова — «Борат 2»
- Лучший актёрский состав: «Суд на чикагской семёркой»
- Лучший фильм на иностранном языке: «Минари» (США)

### Премия «Сезар»
46-я церемония вручения наград премии «Сезар» за заслуги в области французского кинематографа за 2020 год состоялась 12 марта 2021 года в концертном зале Олимпия (Париж, Франция)
- Лучший фильм: «Счастливо оставаться»
- Лучший фильм на иностранном языке: «Ещё по одной» (Дания)
- Лучший режиссёр: Альбер Дюпонтель, «Счастливо оставаться»
- Лучшая мужская роль: Сами Буажила — «Сын»
- Лучшая женская роль: Лор Калами — «Ослик, любовник и я»
- Лучшая мужская роль второго плана: Николя Марье — «Счастливо оставаться»
- Лучшая женская роль второго плана: Эмили Декенн — «Что мы говорим, что мы делаем»
- Лучший оригинальный сценарий: Альбер Дюпонтель — «Счастливо оставаться»
- Лучший адаптированный сценарий: Стефан Демустье — «Девушка с браслетом»

### Премия Гильдии продюсеров США
32-я церемония вручения премии Гильдии продюсеров США за заслуги в области кинематографа и телевидения за 2020 год состоялась 24 марта 2021 года в виртуальном режиме.
- Лучший фильм: «Земля кочевников»
- Лучший анимационный фильм: «Душа»

### Премия Гильдии киноактёров США
27-я церемония вручения премии Гильдии киноактёров США за заслуги в области кинематографа и телевидения за 2020 год состоялась 4 апреля 2021 года в Лос-Анджелесе в онлайн-режиме.
- Лучший актёрский состав: «Суд над чикагской семёркой»
- Лучшая мужская роль: Чедвик Боузман — «Ма Рейни: Мать блюза»
- Лучшая женская роль: Виола Дэвис — «Ма Рейни: Мать блюза»
- Лучшая мужская роль второго плана: Дэниэл Калуя — «Иуда и чёрный мессия»
- Лучшая женская роль второго плана: Юн Ё-джон — «Минари»
- Лучший каскадёрский состав: «Чудо-женщина: 1984»

### Премия «Белый слон»
21-я церемония кинопремии Гильдии киноведов и кинокритиков России «Белый слон» прошла 10 апреля в Сахаровском центре в Москве.
- Лучший фильм: «Дорогие товарищи!»
- Лучшая режиссёрская работа: Дмитрий Давыдов — «Пугало»
- Лучший фильм дебют: «Китобой»
- Лучший мужская роль: Александр Паль — «Глубже!»
- Лучшая женская роль: Валентина Чыскыырай-Романова — «Пугало»
- Лучшая роль второго плана: Виктория Исакова — «Человек из Подольска»
- Лучший документальный фильм: «Гунда»
- Лучший сценарий: Михаил Сегал — «Глубже!»
- Приз молодых кинокритиков «Голос» — «Год белой луны»

### Премия Гильдии режиссёров США
73-я церемония вручения премий Американской гильдии режиссёров за заслуги в области кинематографа и телевидения за 2020 год состоялась 10 апреля 2021 года в Лос-Анджелесе.
- Лучший режиссёр фильм: Хлоя Чжао — «Земля кочевников»
- Лучший режиссёр дебютного фильма: Дариус Мардер «Звук металла»

### Премия BAFTA
74-я церемония вручения наград британской премии «BAFTA» состоялась 11 апреля 2021 года в концертном зале Альберт-холл в Лондоне, Великобритания. Номинанты произносили речи и получали награды в режиме видеосвязи, не присутствуя физически в месте проведения церемонии.
- Лучший фильм: «Земля кочевников»
- Лучший британский фильм: «Девушка, подающая надежды»
- Лучший фильм на иностранном языке: «Ещё по одной» (Дания)
- Лучший режиссёр: Хлоя Чжао — «Земля кочевников»
- Лучшая мужская роль: Энтони Хопкинс — «Отец»
- Лучшая женская роль: Фрэнсис МакДорманд — «Земля кочевников»
- Лучшая мужская роль второго плана: Дэниэл Калуя — «Иуда и чёрный мессия»
- Лучшая женская роль второго плана: Юн Ё-джон — «Минари»
- Лучший оригинальный сценарий: Эмиральд Феннел — «Девушка, подающая надежды»
- Лучший адаптированный сценарий: Флориан Зеллер, Кристофер Хэмптон — «Отец»
- Лучший анимационный фильм: «Душа»

### Премия «Независимый дух» (Independent Spirit Awards)
36-я церемония вручения премии «Независимый дух», ориентированной в первую очередь на американское независимое кино, за 2020 год состоялась 22 апреля 2021 года в Санта-Монике. Номинанты произносили речи и получали награды в режиме видеосвязи, не присутствуя физически в месте проведения церемонии.
- Лучший фильм: «Земля кочевников»
- Лучшие режиссёры: Хлоя Чжао — «Земля кочевников»
- Лучшая мужская роль: Риз Ахмед — «Звук металла»
- Лучшая женская роль: Кэри Маллиган — «Девушка, подающая надежды»
- Лучшая мужская роль второго плана: Пол Рейси — «Звук металла»
- Лучшая женская роль второго плана: Юн Ё-джон — «Минари»
- Лучший сценарий: Эмиральд Феннел — «Девушка, подающая надежды»
- Лучший фильм на иностранном языке: «Куда ты идёшь, Аида?» (Босния и Герцеговина)

### Премия «Ника»
33-я церемония вручения наград премии Российской академии кинематографических искусств «Ника» состоялась 25 апреля 2021 года в концертном зале Vegas City Hall. Из-за пандемии на церемонии вручали призы сразу за 2019 и 2020 годы.
- Лучший игровой фильм: «Дорогие товарищи!»
- Лучший фильм стран СНГ и Балтии: «Шамбала» (Кыргызстан)
- Лучшая режиссёрская работа: Андрей Кончаловский за работу над фильмом «Дорогие товарищи!»
- Лучший сценарий: Михаил Сегал за сценарий к фильму «Глубже!»
- Лучшая мужская роль: Александр Паль за роль в фильме «Глубже!»
- Лучшая женская роль: Юлия Высоцкая за роль в фильме «Дорогие товарищи!» и Чулман Хаматова за роль в фильме «Доктор Лиза»
- Лучшая мужская роль второго плана: Сергей Дрейден за роль в фильме «Блокадный дневник»
- Лучшая женская роль второго плана: Татьяна Догилева за роль в фильме «Доктор Лиза»

### Премия «Оскар»
93-я церемония вручения наград премии «Оскар» за заслуги в области кинематографа за 2020 год состоялась 25 апреля 2021 года.
- Лучший фильм: «Земля кочевников»
- Лучший режиссёр: Хлоя Чжао — «Земля кочевников»
- Лучшая мужская роль: Энтони Хопкинс — «Отец»
- Лучшая женская роль: Фрэнсис МакДорманд — «Земля кочевников»
- Лучшая мужская роль второго плана: Дэниэл Калуя — «Иуда и чёрный мессия»
- Лучшая женская роль второго плана: Юн Ё-джон — «Минари»
- Лучший оригинальный сценарий: Эмиральд Феннел — «Девушка, подающая надежды»
- Лучший адаптированный сценарий: Флориан Зеллер, Кристофер Хэмптон — «Отец»
- Лучший анимационный полнометражный фильм: «Душа»
- Лучший фильм на иностранном языке: «Ещё по одной» (Дания)

### Московский международный кинофестиваль
43-й Московский международный кинофестиваль прошёл в Москве с 22 по 29 апреля 2021 года. В основной конкурс вошли 14 картин, в том числе российский фильм «Последняя „Милая Болгария“» Алексея Федорченко. Председателем жюри основного конкурса был филиппинский режиссёр Брильянте Мендоса. Главный приз кинофестиваля, «Золотой Георгий», получил фильм «Засранка» румынского режиссёра Андрея Хуцуляка.

### MTV Movie & TV Awards
Церемония вручения кинонаград канала MTV состоялась 16 мая 2021 года в Лос-Анджелесе. Ведущей стал американская актриса Лесли Джонс. Награда в категории «Признание поколения» была вручена актрисе Скарлетт Йоханссон.
- Лучший фильм года: «Всем парням: С любовью…»
- Лучшая актёрская работа: Чедвик Боузман — «Ма Рейни: Мать блюза»

### Каннский кинофестиваль
74-й Каннский международный кинофестиваль проходил с 6 по 17 июля 2021 года в Каннах, Франция. В основной конкурс вошли 24 картины. Жюри основного конкурса возглавил американский режиссёр, сценарист Спайк Ли.
- Золотая пальмовая ветвь: «Титан», реж. Джулия Дюкорно (Бельгия, Франция)
- Гран-при: «Герой», реж. Асгар Фархади (Иран) и «Купе номер 6», реж. Юхо Куосманен (Финляндия, Россия)
- Приз жюри: «Колено Ахеда», реж. Надав Лапид (Израиль, Франция) и «Память», реж. Апичатпонг Вирасетакул (Колумбия, Франция, Германия, Мексика, Таиланд, Великобритания)
- Лучший режиссёр: Леос Каракс за «Аннетт» (Франция)
- Лучший сценарий: Рюсукэ Хамагути и Такамаса Оэ за «Сядь за руль моей машины» (Япония)
- Лучшая мужская роль: Калеб Лэндри Джонс за «Нитрам» (Австралия,  Великобритания)
- Лучшая женская роль: Ренате Реинсве за «Худший человек на свете» (Норвегия, Швеция, Франция)

### Венецианский кинофестиваль
78-й Венецианский международный кинофестиваль проходил с 1 по 11 сентября 2021 года в Венеции, Италия. В основной конкурс вошла 21 лента. Жюри основного конкурса возглавлял южно-корейский режиссёр и сценарист Пон Джун-хо.
- Золотой лев: «Событие», реж. Одри Диван (Франция)
- Гран-при жюри: '«Рука Бога»', реж. Паоло Соррентино (Италия)
- Серебряный лев за режиссуру: Джейн Кэмпион, «Власть пса» ( Великобритания, Австралия, США, Канада, Новая Зеландия)
- Приз за лучший сценарий: Мэгги Джилленхол, «Незнакомая дочь» (США, Греция)
- Специальный приз жюри: «Дыра», реж. Микеланджело Фраммартино (Италия, Франция, Германия)
- Кубок Вольпи за лучшую мужскую роль: Джон Арсилья за фильм «На работе: Пропавшие 8» (Филиппины)
- Кубок Вольпи за лучшую женскую роль: Пенелопа Крус за фильм «Параллельные матери» (Испания)
- Приз Марчелло Мастрояни лучшему молодому актёру/актрисе: Филиппо Скотти, «Рука Бога» (Италия)

### Кинофестиваль в Торонто
46-й ежегодный международный кинофестиваль в Торонто (Канада) проходил в гибридном формате (онлайн и оффлайн) с 9 по 18 сентября 2021 года
- Приз зрительских симпатий (1 место): «Белфаст», реж. Кеннет Брана (Великобритания)
- Приз зрительских симпатий (2 место): «Скарборо», реж. Саша Накаи, Рич Уильямсон (Канада)
- Приз зрительских симпатий (3 место): «Власть пса», реж. Джейн Кэмпион ( Великобритания, Австралия, США, Канада, Новая Зеландия)

### «Кинотавр»
32-й открытый российский кинофестиваль «Кинотавр-2021» проходил с 18 по 25 сентября 2021 года в Сочи. Жюри возглавила актриса Чулпан Хаматова.
- Лучший фильм: «Море волнуется раз», реж. Николай Хомерики
- Лучший режиссёр: Владимир Мункуев, «Нуучча»
- Лучший дебют: «Общага», реж. Роман Васьянов
- Лучшая мужская роль: Павел Деревянко, «Подельники»
- Лучшая женская роль: Ольга Бодрова, «Море волнуется раз»
- Лучшая операторская работа: Николай Желудович, «Молоко птицы»
- Лучший сценарий: Наташа Меркулова, Алексей Чупов при участии Марта Таниэля «Капитан Волоконогов бежал»

### «Восток-Запад. Золотая арка»
3-я церемония вручения наград международной кинопремии «Восток-Запад. Золотая арка», которая присуждается за достижения и открытия в области киноискусства лучшим авторам фильмов, произведённых в странах Восточной Европы и Западной Азии, состоялась 25 октября в кинотеатре «Художественный» в Москве. Награды вручались по итогам 2020 и 2021 годов.
- Лучший фильм: «Неудачный трах, или Сумасшедшее порно», реж. Раду Жуде (Румыния)
- Лучший режиссёр: Андрей Кончаловский, «Дорогие товарищи!» (Россия) и Ясмила Жбанич, «Куда ты идёшь, Аида?» (Босния и Герцеговина, Австрия, Румыния, Нидерланды, Германия, Польша, Франция, Норвегия, Турция)
- Лучший дебют: «Начало», реж. Деа Кулумбегашвили (Грузия, Франция)
- Лучшая мужская роль: Науэль Перес Бискаярт, «Уроки фарси» (Россия, Беларусь, Аргентина)
- Лучшая женская роль: Ясна Джуричич, «Куда ты идёшь, Аида?» (Босния и Герцеговина, Австрия, Румыния, Нидерланды, Германия, Польша, Франция, Норвегия, Турция)
- Лучшая мужская роль второго плана: Ларс Айдингер — «Уроки фарси» (Россия, Беларусь, Аргентина)
- Лучшая женская роль второго плана: Агата Бош, «Мальмкрог» (Румыния) и Ольга Лапшина, «Конференция» (Россия)
- Лучшая операторская работа: Юрген Юргес, «Дау. Вырождение» (Германия)
- Лучший сценарий: Кристи Пую — «Мальмкрог» (Румыния)

### Премия «Сатурн»
46-я церемония вручения наград премии «Сатурн» за заслуги в области фантастики, фэнтези и фильмов ужасов за 2019—2020 годы состоялась 26 сентября 2021 года в Лос-Анджелесе (Калифорния, США). Собраны фильмы получившие премии
- Лучший научно-фантастический фильм: «Звёздные войны: Скайуокер. Восход»
- Лучший фильм-фэнтези: «Однажды в… Голливуде»
- Лучший фильм ужасов: «Человек-невидимка»
- Лучший триллер: «Достать ножи»
- Лучший приключенческий фильм/экшн: «Мулан»
- Лучшая экранизация комикса: «Джокер»
- Лучший полнометражный мультфильм: «Вперёд»
- Лучший международный фильм: «Паразиты»
- Лучший независимый фильм: «Контакт»
- Лучший режиссёр: Джей Джей Абрамс — «Звёздные войны: Скайуокер. Восход»
- Лучшая мужская роль: Джон Дэвид Вашингтон — «Довод»
- Лучшая женская роль: Элизабет Мосс — «Человек-невидимка»
- Лучшая мужская роль второго плана: Билл Хейдер — «Оно 2»
- Лучшая женская роль второго плана: Ана де Армас — «Достать ножи»
- Лучший сценарий: Квентин Тарантино — «Однажды в… Голливуде»

### Премия Европейской киноакадемии
34-я церемония континентальной премии Европейской академии кино состоялась 11 декабря 2021 года в Берлине в гибридном формате — онлайн и офлайн.
- Лучший европейский фильм: «Куда ты идёшь, Аида?» (Босния и Герцеговина, Австрия, Румыния, Нидерланды, Германия, Польша, Франция, Норвегия, Турция)
- Лучший европейский режиссёр: Ясмила Жбанич — «Куда ты идёшь, Аида?» (Босния и Герцеговина)
- Лучший европейский сценарист: Флориан Зеллер, Кристофер Хэмптон — «Отец» (Великобритания, Франция)
- Лучший европейский актёр: Энтони Хопкинс — «Отец» (Великобритания)
- Лучшая европейская актриса: Ясна Джуричич — «Куда ты идёшь, Аида?» (Сербия)
- Лучшая европейская комедия: «Ниндзя-ребёнок» (Норвегия)

## Скончались
- 1 января — Димитер Оргоцка, народный артист Албании.